# ريوتا تسوزوكي
ريوتا تسوزوكي (都 築 龍 太) ولد في 18 أبريل 1978 في (Heguri)، نارا هو حارس مرمى كرة قدم ياباني متقاعد.

## روابط خارجية
1. ↑  "معلومات عن ريوتا تسوزوكي على موقع vip-times.co.jp". vip-times.co.jp. مؤرشف من الأصل في 2019-12-15.
2. ↑  "معلومات عن ريوتا تسوزوكي على موقع transfermarkt.com". transfermarkt.com. مؤرشف من الأصل في 2020-03-28.
3. ↑  "معلومات عن ريوتا تسوزوكي على موقع static.fifa.com". static.fifa.com. مؤرشف من الأصل في 2019-04-08.

- ريوتا تسوزوكي على موقع الاتحاد الدولي (مؤرشف)  (الإنجليزية)
- ريوتا تسوزوكي على موقع رابطة كرة القدم اليابانية للمحترفين (اليابانية)
- ريوتا تسوزوكي على موقع قاعدة بيانات كرة القدم.إي يو (الإنجليزية)
- ريوتا تسوزوكي على موقع ناشيونال فوتبول تيمز (الإنجليزية)
- ريوتا تسوزوكي على موقع Soccerway.com (الإنجليزية)
- ريوتا تسوزوكي على موقع عالم كرة القدم.نت (الإنجليزية)
- ريوتا تسوزوكي على موقع أوليمبيديا (الإنجليزية)